# Курако (департамент)
Департамент Курако  (исп. Departamento de Curacó) — департамент в Аргентине в составе провинции Ла-Пампа.
Территория — 13125 км². Население — 1040 человек. Плотность населения — 0,08 чел./км².
Административный центр — Пуэльчес.

## География
Департамент расположен на юго-западе провинции Ла-Пампа.
Департамент граничит:
- на севере — с департаментами Лимай-Мауида, Утракан
- на востоке — с департаментом Лиуэль-Калель
- на юге — с провинцией Рио-Негро
- на западе — с департаментом Пуэлен

## Административное деление
Департамент состоит из 2 муниципалитетов:
- Пуэльчес
- Гобернадор-Дуваль

## Важнейшие населенные пункты[3]
| № | Населённый пункт  | Населённый пункт (исп.) | Категория | Население чел. (2010) | На карте                        |
| - | ----------------- | ----------------------- | --------- | --------------------- | ------------------------------- |
| 1 | Пуэльчес          | Puelches                | поселок   | 420                   | 38°08′44″ ю. ш. 65°54′54″ з. д. |
| 2 | Гобернадор-Дуваль | Gobernador Duval        | поселок   | 413                   | 38°44′32″ ю. ш. 66°26′12″ з. д. |